# سد بایهتان
سد بایهتان (به لاتین: Baihetan Dam) یک سد و نیروگاه برقابی در چین است.